# شينزو كوروكي
شينزو كوروكي، (اليابانية، 興梠 慎三)، من مواليد 31 يوليو 1986 بمدينة ميازاكي اليابانية، لاعب كرة قدم ياباني، يلعب حاليا لصالح نادي أوراوا رد دايموندز بدوري الدرجة الأولى الياباني في مركز الهجوم.

## مسيرته الكروية
لعب شينزو كوروكي خلال مسيرته الاحترافية مع ناديين في 15 موسمًا وسجل خلالها 147 هدف ضمن 409 مباراة. حيث فاز في 3 مواسم بالكأس و3 مواسم بالدوري.
خاض شينزو كوروكي مسيرته مع نادي كاشيما أنتلرز في موسم 2005 ليلعب معه ثمانية مواسم، مشاركًا في 192 مباراة سجل خلالها 49 هدفًا. ثم انتقل إلى نادي أوراوا رد دايموندز في موسم 2013 ليلعب معه سبعة مواسم، حيث شارك في 217 مباراة سجل خلالها 98 هدفًا.

## روابط خارجية
- شينزو كوروكي على موقع الاتحاد الدولي (مؤرشف)  (الإنجليزية)
- شينزو كوروكي على موقع رابطة كرة القدم اليابانية للمحترفين (اليابانية)
- شينزو كوروكي على موقع إي إس بي إن إف سي (الإنجليزية)
- شينزو كوروكي على موقع قاعدة بيانات كرة القدم.إي يو (الإنجليزية)
- شينزو كوروكي على موقع ناشيونال فوتبول تيمز (الإنجليزية)
- شينزو كوروكي على موقع Soccerbase.com (لاعب) (الإنجليزية)
- شينزو كوروكي على موقع Soccerway.com (الإنجليزية)
- شينزو كوروكي على موقع عالم كرة القدم.نت (الإنجليزية)
- شينزو كوروكي على موقع أوليمبيديا (الإنجليزية)